# Lowton (lufton)
Lowton (lufton) – syn masona. W stosunku do loży ojca, jest w lepszej pozycji niż zwykły profan, gdyż łatwiej może uzyskać rekomendację. Może w związku z tym przejść inicjację w młodszym wieku niż syn profana.